# Gladiatorul II
Gladiatorul II (titlu original: în engleză Gladiator II) este un film american epic de acțiune din 2024 regizat de Ridley Scott. Rolurile principale au fost interpretate de actorii Paul Mescal, Pedro Pascal, Connie Nielsen și Denzel Washington. Scenariul este scris de David Scarpa pe baza unei povestiri de Peter Craig și David Scarpa. Povestea îl urmărește pe Lucius, fost moștenitor al Imperiului Roman, care devine gladiator după ce casa lui este invadată de armata romană, condusă de generalul Marcus Acacius, în timpul domniei co-împăraților Caracalla și Geta.

## Rezumat
Peste două decenii de la evenimentele din Gladiatorul (2000), Lucius – nepotul fostului împărat al Romei, Marcus Aurelius și fiul Lucilei – locuiește cu soția și copilul său în Numidia. Soldații romani conduși de generalul Marcus Acacius invadează, forțându-l pe Lucius să devină sclav. Inspirat de povestea lui Maximus, așa cum este descrisă în filmul din 2000, Lucius se hotărăște să lupte ca gladiator sub tutela lui Macrinus, care se opune domniei tinerilor împărați Caracalla și Geta.

## Distribuție
- Paul Mescal – Lucius Verus
- Pedro Pascal – Marcus Acacius
- Connie Nielsen – Lucilla
- Denzel Washington – Macrinus
- Joseph Quinn – Geta
- Fred Hechinger – Caracalla, fratele lui Geta
- Derek Jacobi – Senator Gracchus
- Tim McInnerny – Thraex
- Alexander Karim – Ravi
- Rory McCann – Tegula
- În roluri nespecificate: May Calamawy,[11] Lior Raz, Peter Mensah, Matt Lucas